# Вазирабад
Вазирабад (англ. Wazirabad) — город в пакистанской провинции Пенджаб, расположен в округе Гуджранвала.

## История
Во времена британского правления, Вазирабад был столицей одноимённого округа (упразднённого в 1852 году). Муниципалитет был создан в 1867 году, население по переписи 1901 года составляло 18 069 человек. Город был крупным центром по торговле лесоматериалами, тканями, зерном и сахаром.

## Демография
Население города по годам:
| 1961   | 1972   | 1981   | 1998   | 2010    |
| ------ | ------ | ------ | ------ | ------- |
| 29 399 | 40 063 | 62 725 | 89 652 | 110 378 |